# Jacques Perk
Jacques Fabrice Herman Perk (Dordrecht, 10 juni 1859 - Amsterdam, 1 november 1881) was een belangrijke Nederlandse dichter. Hij overleed al op 22-jarige leeftijd door een longaandoening (tuberculose), na een kort ziekbed.
Zijn sonnettenkrans Mathilde, uitgegeven door Willem Kloos, vormde de opmaat voor de vernieuwende Beweging van Tachtig in de Nederlandse literatuur. Perks beeldende natuurlyriek, vooral in de vorm van het sonnet, waarin hij - onder invloed van de Engelse dichter Shelley - ingrijpende vernieuwingen toepaste, behoort tot het beste dat op dit gebied in het Nederlands is geschreven en heeft belangrijke invloed gehad op de poëzie van later tijd.

## Biografie

### Jeugd en leertijd
Hij was lid van de familie Perk en zoon van dominee Marie Adrien Perk en de neef van Betsy Perk, een vooraanstaand voorvechtster van de rechten van de vrouw. Perks vader was predikant voor de Waalse Kerk in Nederland, een onderdeel van de Nederlandse Hervormde Kerk dat gesticht was door de voormalige hugenoten. Hij preekte dus in het Frans en was vooruitstrevend ingesteld. Daarbij had dominee Perk een grote literaire belangstelling en vele relaties in letterkundige kring. Hij voldeed in geen enkel opzicht aan het cliché van de burgerlijke dominee-dichter, dat in zijn tijd nog sterk aanwezig was. Bij hem thuis heerste eerder een Europees-aristocratische dan een burgerlijk-Hollandse sfeer.
De jonge Jacques kwam daardoor al vroeg in aanraking met de Europese literatuur en schreef rond zijn tiende jaar zijn eerste verzen. In 1872 verhuisde de familie van Breda naar Amsterdam, waar hij naar de HBS ging. Onder invloed van zijn leraar Nederlands, dr. Willem Doorenbos, werd hij hier sterk beïnvloed door het renaissance-ideaal van de universeel ontwikkelde persoonlijkheid, waarvoor ook de vrije geest van de Griekse oudheid model stond. Toen het didactisch klimaat aan de school hem niet bood wat hij ervan verwachtte, verliet hij de HBS in 1877 en vond het volgende jaar via zijn vader emplooi bij het Algemeen Handelsblad voor het vertalen en bewerken van de Franse post; in dezelfde tijd schreef hij vele korte gedichten, de meeste opgedragen aan zijn jeugdliefde Marie Champury. Zij was de dochter van Perks leraar Frans op de HBS, maar deze zag het niet zitten met de jonge schoolverlater, wiens hart niet alleen naar zijn dochter, maar ook nog naar de literatuur uitging. Marie zelf was zeer verstandelijk ingesteld en kon, hoewel vereerd, de romantische exaltatie van de jonge Perk niet navolgen, noch in diens verzen, noch in het drama in vijf bedrijven Herman en Martha, dat hij in deze tijd schreef, waarin de door de ouders gedwarsboomde liefde uiteindelijk het onderspit delft.
Na zijn definitieve afwijzing door Marie trachtte Perk aan te monsteren op de Willem Barends om deel te nemen aan een poolexpeditie, maar er was geen plaats. De romanticus stortte zich nu op de sonnetten van Petrarca, Shakespeare, Goethe en Lamartine, die hij nauwgezet bestudeerde. Voor het eerst werd een gedicht van hem geplaatst, in het maandblad Nederland. Hij vervreemdde van het geloof van zijn vader, begon zich excentrieker te kleden, en discussieerde nachtenlang met zijn vrienden, onder wie de latere schrijver en socialist Frank van der Goes, over het leven. Door het Handelsblad, waarin hij zich te literair wilde uitdrukken, was hij inmiddels ontslagen.

### Mathilde, Kloos en de poëzie

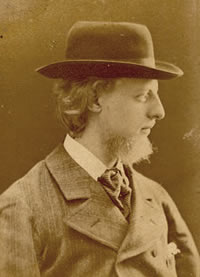
Foto van Jacques Perk door Albert Greiner (1880)

In 1879 leerde hij, op vakantie in de Belgische Ardennen, waar hij ook de schrijver Oscar Wilde zou hebben ontmoet - overtuigend bewijs daarvoor ontbreekt echter - de Franstalige schoonheid Mathilde Thomas kennen. In deze schilderachtige natuur, met prachtige rotspartijen, beekjes, bergen en kasteelruïnes, brachten Jacques en zijn familie vijf dagen met haar door in speelse, wederzijdse vriendschap en bewondering, maar de dichter kon haar nog niet zeggen, wat ze voor hem betekende. Na het afscheid van haar en haar familie te La Roche, waarbij Mathilde aan Perk en diens zusters een op Lamartine geïnspireerd afscheidsgedicht schonk, sloeg zijn bewondering om in liefde, vermengd met een bijna goddelijke verering. Uit dit sterke gevoel putte Perk nu de inspiratie om zich in een volwassen dichtvorm te uiten; weer thuis, wierp hij zich met ijver op het herscheppen van Mathilde in verzen. Het resultaat was een reeks van meer dan honderd sonnetten die hij onder de titel Mathilde, een sonnettenkrans wilde doen uitgeven. Een selectie daaruit, die hij naar enkele bekende literaire tijdschriften zond, o.a. de Spectator van Carel Vosmaer en Nederland van Jan ten Brink werd echter nergens geplaatst. Aan de gevestigde literatuur was Perks moderne lyriek met haar krachtige levensgevoel en sterk individualistische inslag ("De Godheid troont...diep in mijn trotsch gemoed.") nog niet besteed.
Maar het zou niet lang meer duren. In 1880 begon hij een rechtenstudie in Amsterdam; in hetzelfde jaar leerde hij de jonge dichter Willem Kloos kennen. Perk vond in Kloos de tegenpool die hij zocht en die hem begreep, en er ontstond een intieme vriendschap. In oktober werden eindelijk ook vier van zijn Mathilde-sonnetten gepubliceerd in Vosmaers Spectator, twee weken later gevolgd door vijf ervan in Nederland. Perk beschouwde zijn rechtenstudie meer als een noodzakelijk kwaad - hij zou toch ergens de kost mee moeten verdienen. Wat dat betreft, maakte hij zich over zijn dichterschap geen illusies. Maar hij volgde liever de colleges Wijsbegeerte en Letteren, terwijl de vriendschap met Kloos hem inspireerde tot een nieuwe sonnettenreeks, Verzen aan een vriend, die hij met speels gemak produceerde. Kloos, die zijn eigen gedichten veel moeizamer schreef, maar net als Perk moeite had ze geplaatst te krijgen, was diep onder de indruk van Perks beheersing van de versvorm, al had hij ook het nodige aan te merken op diens werk, waar hij met Perks toestemming correcties in aanbracht.
Samen met Kloos ondernam hij in 1880 een reis naar Brussel en La Roche, waar Perk een jaar tevoren vijf zo bijzondere dagen met Mathilde had doorgebracht. Hoewel zijn zuster Dora nog een hartelijke briefwisseling met haar onderhield, hoefde hij de echte Mathilde niet meer te zien; het beeld van de goddelijke vrouw had in zijn poëzie haar plaats ingenomen. Na terugkeer vroeg Vosmaer hem voor verschillende stukken, o.a. kritieken, in de Spectator; zo schreef hij ter gelegenheid van het derde eeuwfeest van de dichter P.C. Hooft op het Muiderslot zijn meesterlijke gedicht  De schim van P.C. Hooft.

### Laatste jaar - Joanna

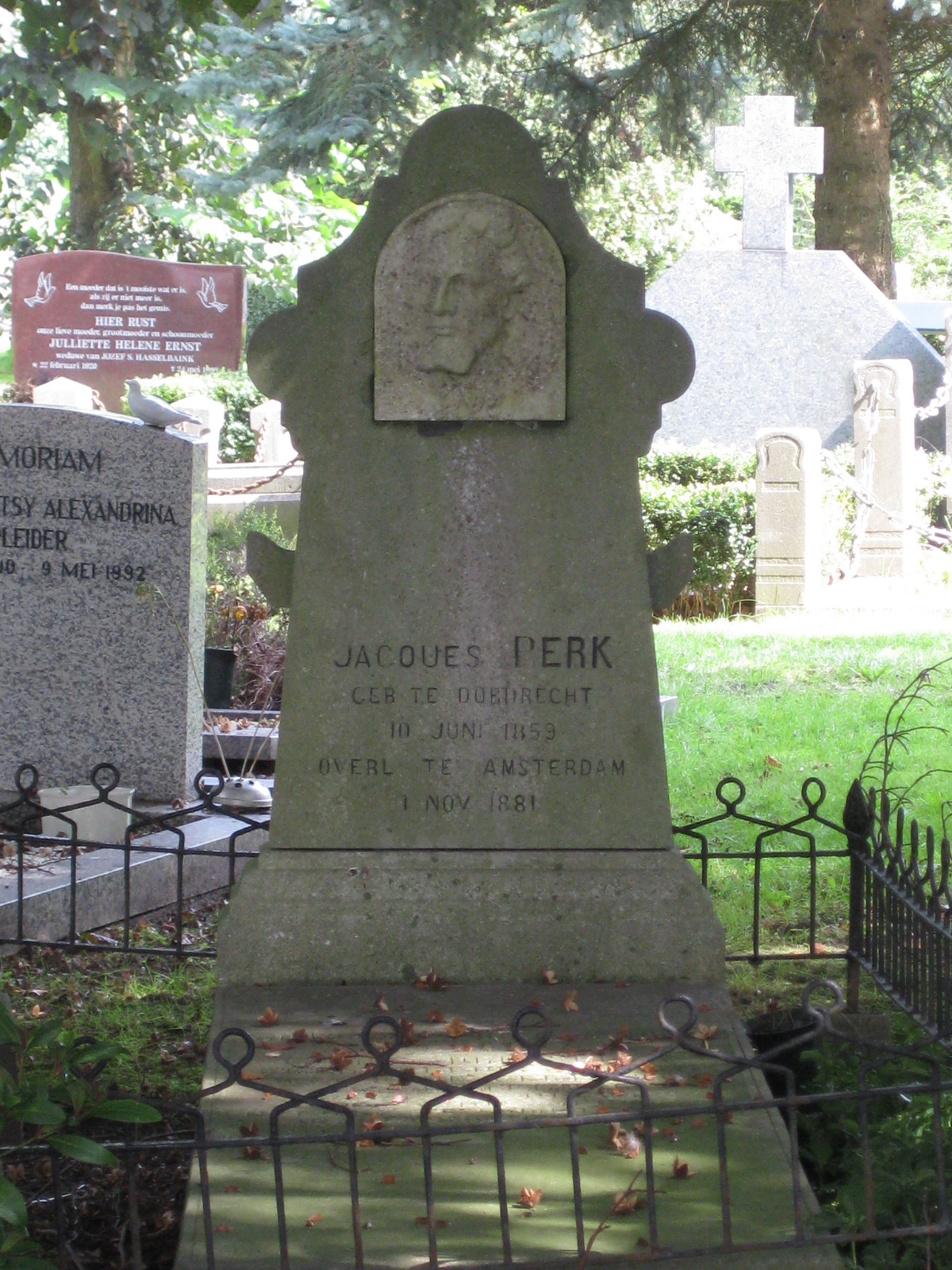
Het graf van Jacques Perk op begraafplaats De Nieuwe Ooster

1881 begon met de voorbereidingen van het huwelijk van zijn zuster Dora. Hiertoe ontmoette Perk de zuster van de bruidegom, Joanna Blancke, wie hij daarna hartstochtelijke brieven schreef. Even probeerde hij zijn Mathilde-cyclus te herscheppen met Joanna voor ogen. Maar hij moest die poging opgeven, zozeer begon Joanna een eigen plaats in te nemen in zijn dichterlijk én menselijk gemoed. Liefde en lyriek namen hem weer geheel in beslag. Hij maakte een einde aan zijn vriendschap met Kloos.
Joanna bleek echter verloofd. Wel maakte zij haar verloving in juni weer uit, maar in haar eenzaamheid leek zij voor hem nét weer onbereikbaar; hij trachtte de kloof te dichten met zijn poëzie, in de hoop haar alsnog voor zich te winnen. Eind 1881 publiceerde hij in de  Spectator de cyclus Eene helle- en hemelvaart, waarin hij een aantal sonnetten uit de Mathilde-cyclus opnam, omgewerkt voor Joanna. Kort voor zijn dood verscheen nog het door Shelley beïnvloede gedicht over de regenbooggodin Iris, dat aan Joanna is opgedragen, en waarvan de laatste regels luiden:
Mij is gemeenzaam, wie even eenzaam
Het leven verlangende slijt
En die in tranen zijn Vreugde zag tanen...
Doch liefelijk lacht, als hij lijdt!
Hoe Joanna Perks gepubliceerde ontboezemingen onderging, valt niet meer na te gaan. Eind september werd Jacques ziek, na een roeipartij op de Amstel, waarna hij nog lang met natte kleren was doorgelopen. Zijn koorts en hoesten werden aanvankelijk niet ernstig opgevat; inmiddels hadden diverse gezaghebbende literatoren het voor hem opgenomen, onder meer Alberdingk Thijm en Vosmaer, die hem in de Spectator nu zelfs met Dante vergeleek.
Alle erkenning ten spijt, bleek half oktober dat Perk nog maar enkele weken te leven had. Hij had een abces (tuberculose) aan een van zijn longen, het had hem al eerder parten gespeeld; aan een ingreep viel niet te denken. Op zondag 30 oktober nam hij afscheid van zijn familie, hen geruststellend en zeggende, dat hij in vol bewustzijn de eeuwigheid in ging. Op 1 november rond vijf uur 's middags blies hij de laatste adem uit. Hij werd op 5 november begraven op de Oude Oosterbegraafplaats te Amsterdam, waarna het stoffelijk overschot in 1900 werd herbegraven op de Nieuwe Oosterbegraafplaats (vak 1 nr. 19). In 1916 werd in hetzelfde graf zijn vader Marie Adrien Perk bijgezet. Het graf is een rijksmonument.
In La Roche-en-Ardenne staat een monument voor Jacques Perk en zijn vader in de vorm van een houten bank rond een brok natuursteen, waarin teksten van vader en zoon zijn gebeiteld.

## Uitgave van de Nalatenschap
Perks Gedichten werden postuum uitgegeven door Carel Vosmaer en Willem Kloos. De hierbij gepubliceerde 'Inleiding' van Kloos zou de geschiedenis ingaan als het manifest van de Beweging van Tachtig; daarbij had Kloos de volgorde van Perks gedichten niet gehandhaafd en er vele eigenmachtige veranderingen in aangebracht. Garmt Stuiveling verzorgde in 1941 een ‘authentieke’ editie van de Mathildecyclus aan de hand van Perks handschriften. In 1957 gaf hij Perks Verzamelde gedichten uit.

## Primaire bibliografie
- 1880 Twee moeders.[a] Vert. van Deux mères van Emile Richebourg (1879)
- 1881  De schim van P.C. Hooft. In: De Nederlandsche Spectator, 26 maart 1881. Den Haag, Nijhoff.
- 1881  Eene Helle- en Hemelvaart.[b] In: De Nederlandsche Spectator, 3 september 1881. Den Haag, Nijhoff.
- 1881 Iris. In: De Tijdspiegel van Oktober 1881. Amsterdam, Veen.
- 1882  Gedichten.[c] Met een Voorrede van mr. Carel Vosmaer, en een inleiding van Willem Kloos. Sneek, Pijttersen.
- ca. 1885 De zoon.[d] Vert. van Le fils van Emile Richebourg (1880)
- 1894 Nagelaten verzen van Jacques Perk, uitgegeven door Willem Kloos. in: De Nieuwe Gids, jaargang 9. Amsterdam, Versluys.
- 1902 Betsy Perk. Jacques Perk, geschetst voor 't jong Nederland der XXe eeuw, met onuitgegeven prozastukken, gedichten en portretten van den dichter.[e] Bevat tevens: Nagelaten historische- en wijsgeerige artikelen van den dichter
- 1915 Arnoldus Cornelis Johannes Aleidus Greebe. Jacques Perk's Mathilde-cyclus in den oorspronkelijken vorm hersteld.[f] Proefschrift. Bevat ook de tekst van de Mathilde-cyclus
- 1938 G. Stuiveling. De briefwisseling Vosmaer-Perk.[g] Met biografische aantekeningen
- 1939 Een dichter verliefd. Brieven van Jacques Perk aan Joanna C. Blancke.[h] Bevat tevens een facsimile van het handschrift van Iris
- 1941 Jacques Perks Mathilde-krans, naar de handschriften volledig uitgegeven door G. Stuiveling.[i][j][k] Drie delen (wetenschappelijke uitgave). Den Haag, Boucher.
- 1957 Verzamelde gedichten, naar de handschriften uitgegeven door Garmt Stuiveling. Amsterdam, Arbeiderspers.